# Knud Kristensen (Det Konservative Folkeparti)
 Der er flere personer med dette navn, se Knud Kristensen.
Knud Vældgaard Kristensen (født 7. juni 1953 i Farsø) er en tidligere dansk murer og politiker, der fra 13. november 2007 var medlem af Folketinget for Det Konservative Folkeparti i Himmerlandkredsen (Nordjyllands Storkreds) og bestred i otte år posten som borgmester i Vesthimmerlands Kommune.
Kristensen blev uddannet murer i 1973 og har været selvstændig med egen murer- og entreprenørforretning siden 1975. I 2023 overdrog han virksomheden og gik på pension.
Han var byrådsmedlem i Aars Kommune fra 1986-2006, i perioden [998-2001 som viceborgmester og fra 2002-2006 som borgmester. I 2006 blev han valgt til kommunalbestyrelsen i den nye Vesthimmerlands Kommune, men blev ikke borgmester. I 2006 blev han næstformand for Dansk Byggeri i Region Nordjylland og i 2007 blev han formand. 
Knud Kristensen er sit partis arbejdsmarkeds-, bolig-, dyrevelfærds- og fødevareordfører og formand for Folketingets Arbejdsmarkedsudvalg.
Han var ved kommunalvalget 2009 borgmesterkandidat for Konservative og blev ved konstitueringen valgt som borgmester med støtte fra Venstre. Han udtrådte derefter af Folketinget. Han fortsatte som borgmester frem til den 1. januar 2018, efter partiet gik tilbage ved kommunalvalget 2017 og som konsekvens blev væltet til fordel for Venstres Per Bach Laursen.